# Dörnhof (Bayreuth)

Dörnhof im 19. Jahrhundert

Dörnhof ist ein Stadtteil von Bayreuth im bayerischen Regierungsbezirk Oberfranken. Dörnhof liegt in der Gemarkung Oberpreuschwitz.

## Geografie
Das ehemalige Dorf Dörnhof liegt knapp sechs Kilometer westlich von Bayreuth auf einer Höhe von 412 m ü. NHN. Östlich des Ortes steigt das Gelände zum Tal des Roten Mains hin ab, nördlich und westlich liegt das ausgedehnte Waldgebiet Heinersreuther Forst. Das Bayerische Urkataster zeigte in den 1810er Jahren Dörnhof als ein „Haufendorf mit 18 Herdstellen.“

## Geschichte
Etwa 400 m östlich des historischen Ortskerns liegt ein über vier Hektar großes Gräberfeld mit verebneten Grabhügeln vorgeschichtlicher Zeitstellung, das als Bodendenkmal geschützt ist.:59
Gegen Ende des 18. Jahrhunderts bestand Dörnhof aus 15 Anwesen (1 Schlossgut, 4 Sölden, 1 Söldengut, 2 Halbsölden, 4 Tropfsölden, 1 Halbsölde mit Zapfenrecht, 2 Wohnhäuser). Die Hochgerichtsbarkeit stand dem bayreuthischen Stadtvogteiamt Bayreuth zu. Die Dorf- und Gemeindeherrschaft hatte das Hofkastenamt Bayreuth. Das Rittergut Dörnhof war Grundherr sämtlicher Anwesen.
Von 1797 bis 1810 unterstand der Ort dem Justiz- und Kammeramt Bayreuth. Mit dem Gemeindeedikt wurde Dörnhof dem 1812 gebildeten Steuerdistrikt Eckersdorf zugewiesen. Zugleich entstand die Ruralgemeinde Dörnhof. Sie war in Verwaltung und Gerichtsbarkeit dem Landgericht Bayreuth zugeordnet und in der Finanzverwaltung dem Rentamt Bayreuth. In der freiwilligen Gerichtsbarkeit unterstand der gesamte Ort bis 1819 dem Patrimonialgericht Dörnhof. Mit dem Gemeindeedikt von 1818 erfolgte die Eingemeindung nach Oberpreuschwitz. Am 1. Juli 1976 wurde Dörnhof im Zuge der Gebietsreform in Bayern nach Bayreuth eingemeindet.

### Ehemaliges Baudenkmal
- Haus Nr. 2: In die Hofmauer eingesetzt, Rest einer segmentbogigen Portalverdachung sowie Schlussstein mit Giechwappen und Initialen „HGVG“ (Hand Georg von Giech), zweite Hälfte des 16. Jahrhunderts. Diese Reste stammen von einem nach 1900 abgebrannten von Giech’schen Gutshof, der an Stelle dieses Anwesens stand.[9]

### Einwohnerentwicklung
| Jahr      | 001819 | 001822 | 001861 | 001871 | 001885 | 001900 | 001925 | 001950 | 001961 | 001970 | 001987 |
| Einwohner | 35     | 109    | 140    | 150    | 160    | 134    | 143    | 177    | 151    | 176    | 197    |
| Häuser    |        | 18     |        |        | 22     | 24     | 24     | 28     | 31     |        | 52     |
| Quelle    | [ 11 ] | [ 7 ]  | [ 12 ] | [ 13 ] | [ 14 ] | [ 15 ] | [ 16 ] | [ 17 ] | [ 18 ] | [ 19 ] | [ 20 ] |

## Religion
Dörnhof ist seit der Reformation evangelisch-lutherisch geprägt und nach St. Ägidius (Eckersdorf) gepfarrt.

## Verkehr und Infrastruktur
Noch heute ist der Ort überwiegend landwirtschaftlich geprägt.
Die Hauptverkehrsstraße BTs 14 verläuft durch Dörnhof und verbindet das Dorf im Norden mit Heinersreuth und mit der Bundesstraße 85 sowie im Süden mit Eckersdorf. In der Ortsmitte wird sie von der Dörnhofer Straße gekreuzt, die in ihrer Verlängerung über Oberpreuschwitz in Richtung Innenstadt führt.
Der ÖPNV erschließt den Ort mit zwei Haltestellen der VGN-Buslinie 307 zur Zentralen Omnibushaltestelle (ZOH) Bayreuth.
Der in Dörnhof ansässige Fußballverein ASV Oberpreuschwitz beansprucht einen großen Teil der Dörnhofer Fläche.